# マーガレット・チョー
マーガレット・チョー（英: Margaret Cho、朝: 趙 牡丹、1968年12月5日 - ）は、アメリカ合衆国カリフォルニア州サンフランシスコ出身のコメディアン・女優・ファッションデザイナー。韓国系。
身長165cm。

## 来歴
両親は本屋を経営していた。演技に興味を持ち始め、高校はSan Francisco School of the Artsに入学。16歳のときからスタンダップ・コメディを始め、ジャニーン・ガラファローと共に多くのコメディ・クラブを回ったという。1994年にAmerican Comedy Awardsを受賞。同年、アジア系女性としてはじめて自分のテレビシリーズを持つようになる。シリーズは人気が出ずにすぐに打ち切られてしまうが、オフ・ブロードウェイなどの舞台で活躍。映画にも出演している。2004年にはロンドンでも公演を行った。

### プライベート
私生活ではクエンティン・タランティーノやクリス・アイザックと交際をした経験がある。2003年にアーティストと結婚したが、2015年に婚姻関係を解消。また、バイセクシュアルであることを公表しており、LGBTのための権利運動にも積極的に参加している。
2022年、合衆国最高裁判所によるロー対ウェイド事件を覆した判決に対して、非難の声をあげた。

## 主な出演作品

### 映画
| 公開年 | 邦題 原題                                      | 役名                   | 備考                          |
| ------ | ---------------------------------------------- | ---------------------- | ----------------------------- |
| 1994   | 愛に気づけば… Angie                            |                        |                               |
| 1995   | ドゥーム・ジェネレーション The Doom Generation | クラークの妻           |                               |
| 1996   | ラスト・パーティ It's My Party                 | シャーリーン           |                               |
| 1997   | フェイス/オフ Face/off                         | ワンダ                 |                               |
| 1998   | グランドコントロール 乱気流 Ground Control     | アマンダ               |                               |
| 1998   | ピンク・ピンク・ライン The Thin Pink Line      | アジア・ブルー／テリー |                               |
| 2008   | ワン・ミス・コール One Missed Call             | ミッキー               |                               |
| 2009   | セブンティーン・アゲイン 17 Again              | デル夫人               |                               |
| 2017   | ブライト Bright                                |                        |                               |
| 2020   | フェイフェイと月の冒険 Over the Moon           |                        | [ 5 ]                         |
| 2021   | Good on Paper                                  |                        | [ 6 ]                         |
| 2022   | ファイアー・アイランド Fire Island             | エリン                 | Hulu配信、日本ではDisney+配信 |

### テレビシリーズ
| 放映年    | 邦題 原題                                     | 役名                      | 備考         |
| --------- | --------------------------------------------- | ------------------------- | ------------ |
| 1994-1995 | All-American Girl                             | マーガレット・キム        | 19エピソード |
| 2001      | セックス・アンド・ザ・シティ Sex and the City | リン                      | 1エピソード  |
| 2006      | ロスト・ルーム The Lost Room                  | スージー・カン            | ミニシリーズ |
| 2009-     | 私はラブ・リーガル Drop Dead Diva             | テリー・リー              | 66エピソード |
| 2010      | ゴースト 〜天国からのささやき Ghost Whisperer | グラント教授              | 3エピソード  |
| 2011-2012 | 30 ROCK/サーティー・ロック 30 Rock            | Kim Jong-Il / Kim Jong-Un | 3エピソード  |

## 参照
1. ↑  Louie, Rebecca. "For Edgy Wit, It's Cho Time" Archived 2009年9月23日, at the Wayback Machine.. Daily News. October 8, 2003. Retrieved September 20, 2008.
2. ↑  “私はラブ・リーガル」のマーガレット・チョー　バイ・セクシャルを理解してくれていた夫と離婚へ”.   シネマトゥデイ (2015年1月12日). 2015年1月13日閲覧。
3. ↑  “Cho, Margaret (b. 1968)”.   glbtq.com. 2011年11月4日時点のオリジナルよりアーカイブ。2011年11月7日閲覧。
4. ↑  “‘Margaret Cho Calls Expected Reversal of Roe v. Wade and Threats to Gay Marriage “Disgusting””.   The Hollywood Reporter (20202/06/11). 2022年7月16日閲覧。
5. ↑  “‘Over The Moon’ Trailer: Netflix & Pearl Studio’s Animated Musical Adventure Reveals Voice Cast”.   Deadline (2020年6月23日). 2022年7月16日閲覧。
6. ↑  “Margaret Cho & Ryan Hansen Interview: Good On Paper”.   Screen Rant (2021年6月23日). 2022年7月16日閲覧。
7. ↑  “『ファイアー・アイランド』感想（ネタバレ）”.   シネマンドレイク (2022年6月26日). 2022年7月16日閲覧。
8. ↑  “自分の道を切り拓く！クィアなアジア系コメディアンのストーリー”.   Cosmopolitan (2022年6月24日). 2022年7月16日閲覧。